# Interflora
Interflora AB är ett svenskt företag inom blomsterförmedling och blomsterfackhandel, som ingår i den internationella organisationen Interflora. I Sverige finns det cirka 600 blomsterbutiker, fördelat på Interflora-butiker och ombud, som kan förmedla Interfloras Blommogram i Sverige och världen. På huvudkontoret i Alvik arbetar ca 50 medarbetare.

## Historia
Den 22 september 1923 sammankallade blomsterhandlarna Frans Johansson, Albert Bissmark, Herman Flatow och Karl Petersen, Gustaf Ekman och Filip Landsberg till ett möte på Restaurang Lorensberg för att bilda Föreningen för Blomsterbeställningsförmedling. På mötet närvarade ett tjugotal personer för att diskutera föreningens bildande. Idén med en blomsterförmedling kom från Tyskland och USA och syftet var att modernisera och utveckla blomsterhandeln i Sverige. Fem år senare, 1928, ändrades namnet till Föreningen Blomsterförmedlingen. Föreningen arbetade för gemensam annonsering och inköp, utbildning och internationell samverkan. Verksamheten gick framåt i antalet medlemmar och order för varje år, men avstannade något under andra världskriget. Det gick fortfarande att förmedla blommor över hela världen under kriget och på så sätt blev det ett kommunikationssätt för att berätta att man var i säkerhet.
Den internationella organisationen, som fortfarande finns idag, bildades 1946 i Köpenhamn. Organisationen är indelad i tre delar; en europeisk, en brittisk och en amerikansk del. Tillsammans äger organisationen ett bolag vid namn Interflora Incorporated, som har sitt huvudkontor i Chicago, USA. Alla medlemmar i den internationella organisationen har sin egen historia i sitt land eftersom de är egna bolag.
I Sverige lanserades Blommogram® 1952 och dåvarande kungen Gustav VI Adolf blev den första som mottog den första blomsterförmedlingen under det nya namnet. Volymen av Blommogram ökade markant och 1964 lades det 1,3 miljoner order per år. År 1974 slogs branschförbundet och förmedlingsverksamheten i Sverige samman till en organisation.
År 1978 bildades Interflora AB med Föreningen som ägare och ett år senare skapades en butikskedja. Under 1981 fick butikskedjan ett mer marknadsanpassat koncept och i slutet av 1980-talet började kedjan att marknadsföras som Interflora och blomsterförmedlingen som Blommogram. De ombud som endast förmedlade blommor utan fördjupat samarbete i Interflorakedjan använde inte namnet Interflora. År 2010 skapades butikskonceptet Interflora Fresh, som innebär ett närmare samarbete mellan butikerna och Interflora AB.
År 2011 sålde Föreningen Interflora AB för att skapa en mer affärsinriktad verksamhet.
I början av 2017 bestämde den internationella organisationen och varumärkesägaren att Interflora skulle använda samma logotyp i alla länder. Interflora Sverige bytte logotyp i september 2017 och samtidigt som detta skedde gjordes butikskoncepten om. I dagsläget finns det två butikskoncept, Interflora-butiker och ombud. 

## E-handel
Butiker anslutna till Interflora genomförde en datorisering av Blommogramhanteringen 1983/84, vilket var betydligt tidigare än butiker i andra branscher. Interflora var även tidiga med e-handel och 1995 lanserades e-handeln av Blommogram på interflora.se. E-handeln blev en succé snabbt och fick flera utmärkelser, bland annat Handelns bästa hemsida 1997 och Sveriges bästa e-handlare 2000. E-handeln är idag den vanligaste kanalen för att skicka Blommogram.

## Butikskoncept
- Interflora-butiker
- Ombud

## Verksamhetsledare
- 1923-1950 Henning Halldor
- 1950-1977 Magnus Åberg
- 1977-1981 Günter Elias
- 1981-2002 Jan Johannisson
- 2002-2014 John Lilja
- 2014-2017 Magdalena Persson
- 2017-ff Nina Lindvall